# Llave sueca

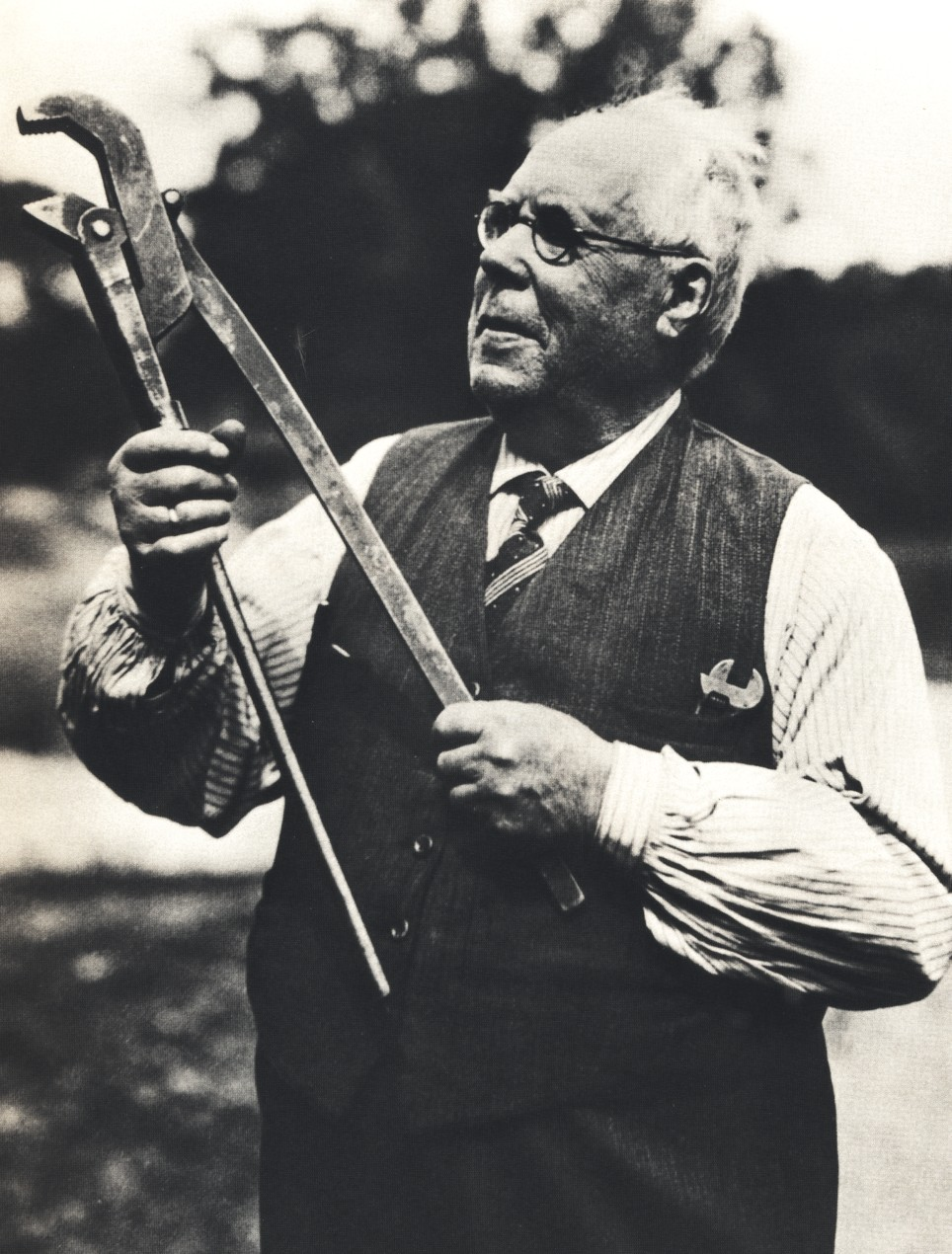
Johan Petter Johansson con su llave

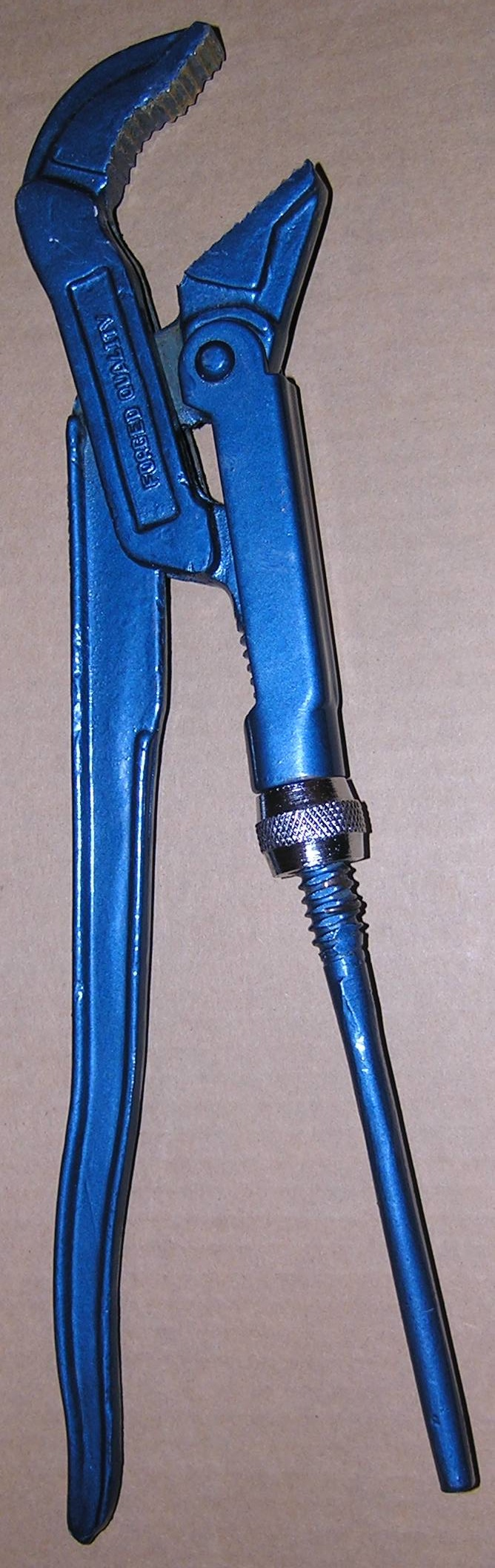
Una llave sueca

Una llave sueca o llave de fontanero es una llave que se utiliza para girar o bloquear tubos de fontanería. Puede ajustarse a diferentes diámetros de tubos girando un anillo.
Su principal ventaja es su gran agarre, sin la necesidad de usar una tuerca. Sin embargo, si se utiliza en forma incorrecta, puede marcar o dañar el tubo. También puede usarse en tuercas y otros puntos de fijación planos (no redondos como los tubos). Es de particular uso en situaciones en que deben ajustarse tuercas hexagonales.

## Historia

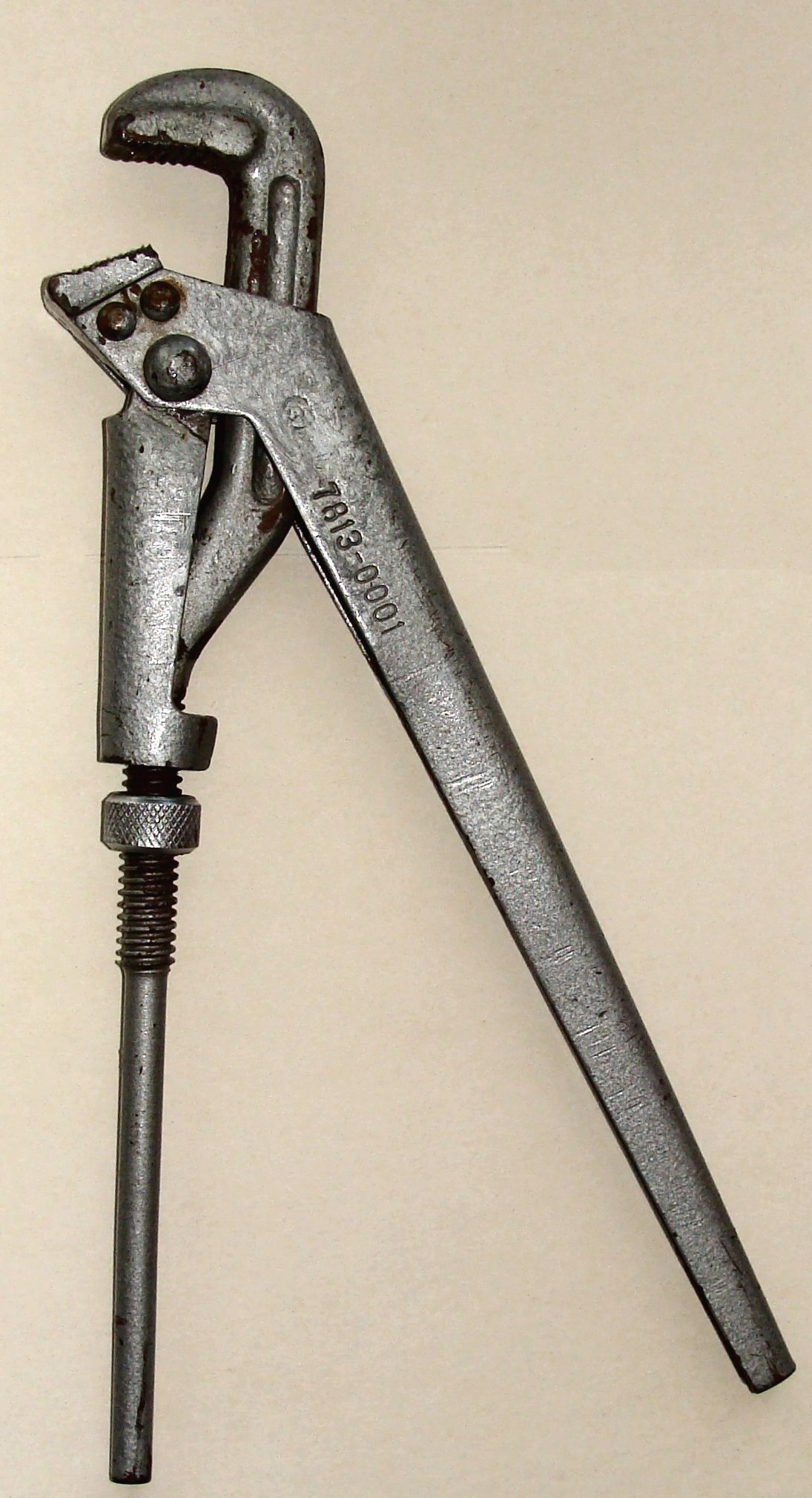
Una llave de fontanero, con el anillo en la rosca del mango izquierdo

Esta llave fue inventada en 1888 por el inventor sueco Johan Petter Johansson. Su llave comparte algunos principios con la llave Stillson y la llave de tubería rígida. Sin embargo, es una herramienta decididamente diferente y mejorada. Permite a los fontaneros utilizar la llave en lugar de un par de pinzas para ensamblar o unir tuberías. No es muy conocida en América del Norte, pero es muy común en Europa.
Johansson también mejoró la llave ajustable, patentando la mejora en 1891.